# Tegernseebach
Der Tegernseebach, auch Tegernseegraben, auf historischen Karten Tegernsee Bach, ist ein Fließgewässer im bayerischen Landkreis Bad Tölz-Wolfratshausen. Er entsteht beim Egelsee im Naturschutzgebiet Babenstubener Moore. Von dort fließt der Bach zunächst nach Süden, wendet sich in der Nähe eines Golfplatzes mit mehreren, mit dem Bach über Gräben verbundenen Teichen, zunehmend nach Westen und mündet schließlich von rechts in die Loisach. 

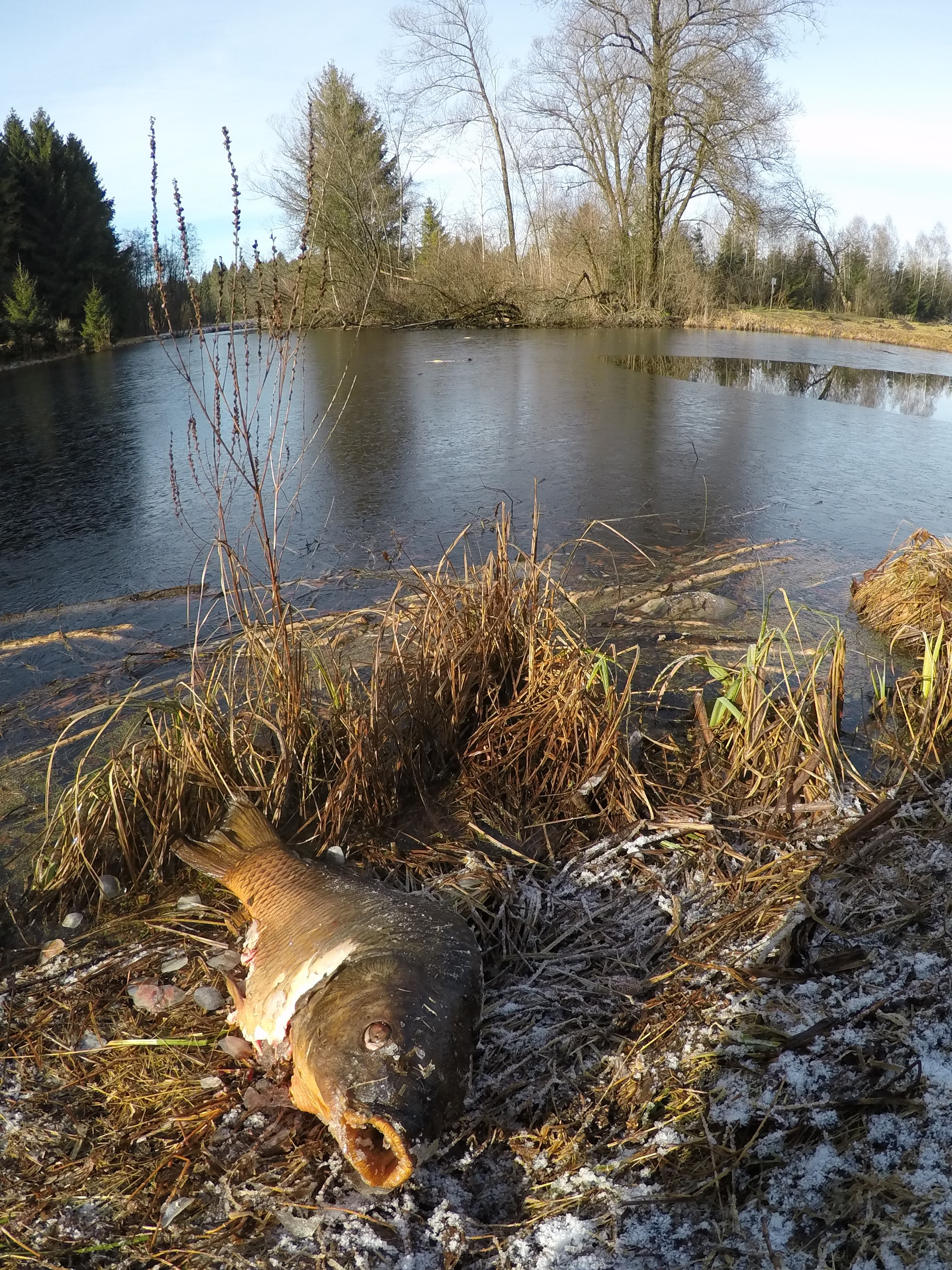
Teich am Golfplatz